# NGC 1460
NGC 1460 ist eine linsenförmige Zwerggalaxie vom Hubble-Typ SB0 im Sternbild Eridanus am Südsternhimmel. Sie ist schätzungsweise 55 Millionen Lichtjahre von der Milchstraße entfernt und hat einen Durchmesser von etwa 20.000 Lichtjahren. unter der Katalognummer FCC 310 ist sie als Mitglied des Fornax-Galaxienhaufens gelistet. 

Im selben Himmelsareal befindet sich u. a. die Galaxie NGC 1437.
Das Objekt wurde am 28. November 1837 von John Herschel mit seinem 18,7-Zoll-Spiegelteleskop entdeckt.